# Calochortus purpureus
Calochortus purpureus là một loài thực vật có hoa trong họ Liliaceae. Loài này được (Kunth) Baker miêu tả khoa học đầu tiên năm 1875.